# Crocodilo (romance)
Crocodilo é um romance brasileiro escrito por Javier Arancibia Contreras e publicado pela editora Companhia das Letras em 2019.
O livro conta a história de Ruy, um jornalista bem-sucedido de 73 anos que é impactado pelo suicídio de seu filho, Pedro, um rapaz de 28 anos. A obra, narrada em primeira pessoa pelo protagonista, apresenta a busca de respostas sobre os motivos que teriam levado Pedro a tirar a própria vida a partir de entrevistas com pessoas próximas a ele. O crocodilo do título faz referência a uma das memórias de Ruy sobre o filho, quando ele foi ao zoológico e não conseguia parar de olhar um grande e silencioso crocodilo. O livro foi elogiado por tratar de suicídio de forma direta e sem rodeios.
Crocodilo ganhou em 2019 o Prêmio APCA de Literatura na categoria "Romance".